# Пјеве ди Сант'Андреа (Болоња)
Пјеве ди Сант'Андреа (итал. Pieve di Sant'Andrea) је насеље у Италији у округу Болоња, региону Емилија-Ромања.
Према процени из 2011. у насељу је живело 3 становника. Насеље се налази на надморској висини од 312 м.